# Adnan Orahovac
Adnan Orahovac (Serbian Cyrillic: Аднан Ораховац) là một cầu thủ bóng đá người Montenegro.

Tại FK Budućnost Podgorica, anh ghi bàn thắng đầu tiên để đảm bảo chiến thắng 2-1 trước FK Mogren, giúp anh chiếm được cảm tình với người hâm mộ hơn.
Bàn thắng đầu tiên của anh cho Pakhtakor là pha gỡ hòa đến từ lượt đi trận đấu bán kết tại 2015 Cúp bóng đá Uzbekistan, nhưng đội bóng của anh vẫn phải nhận thất bại.